# Cengage
Cengage (anciennement Cengage Learning jusqu'en 2016) est un groupe éditorial américain spécialisé dans les supports imprimés et numériques destinés aux marchés de l’Éducation (scolaire, universitaire et professionnelle), ainsi qu'aux bibliothèques. Le siège social est à Farmington Hills dans le Michigan.
En 2011, Cengage Learning se classe parmi les 15 premiers groupes éditoriaux mondiaux avec un chiffre d'affaires dépassant les deux milliards de dollars et les 5000 employés.
Le groupe est présent dans 35 pays et comprend une vingtaine de marques.
Cengage Learning fait partie du groupe londonien de capital-investissement Apax Partners et du gestionnaire de fonds de pension canadien OMERS.

## Historique
Cengage Learning est née en 2007 d'une cession d'actif de la part de l'éditeur canadien International Thomson Publishing qui forme la branche Thomson Learning en 2006 et la cède à deux investisseurs, Apax Partners et OMERS, pour 7,8 milliards de dollars. Certaines de ses branches sont des plus reputées sur le marché, comme Gale qui existe depuis 1954.
En 2013, Cengage se place sous le régime des faillites, ce qui lui permet de supprimer près de 4 milliards de dollars de dettes.
En novembre 2016, Cengage Learning devient Cengage et dévoile une nouvelle stratégie de marque.
En mai 2019, Cengage et McGraw-Hill Education annonce vouloir fusionner leurs activités, respectivement 2èmet et 3ème du secteur des livres scolaires aux États-Unis, avec une part de marché de 22% et 21 %. Cette fusion prévoit que le nouvel ensemble prenne le nom de McGraw-Hill.

## Exemples de marques
- Thomas Nelson
- G. Schirmer
- Scribner
- Gale
- Questia
- St Jame's Press
- Chilton Publishing